# أندري سافونوف
أندري سافونوف (بالرومانية: Andrei Safonov)‏ هو صحفي وسياسي مولدوفي، ولد في 6 يونيو 1964 في كيشيناو في مولدوفا. انتخب عضو برلمان مولدوفا.